# Quitzdorf am See
Quitzdorf am See, obersorbisch Kwětanecy při jězoru, ist eine sächsische Gemeinde im Landkreis Görlitz. Die zum Verwaltungsverband Diehsa gehörende Gemeinde entstand 1994 aus dem Zusammenschluss zweier Gemeinden und wurde nach dem Dorf Quitzdorf benannt, das der Talsperre Quitzdorf weichen musste.

## Geografie und Verkehr
Die Gemeinde Quitzdorf am See liegt im mittleren Teil des Landkreises und grenzt im Osten an die Stadt Niesky. An das überregionale Verkehrsnetz ist Quitzdorf am See über die Bundesstraße 156 im Westen, die Bundesstraße 115 im Osten und die Bundesautobahn 4 im Süden angeschlossen. Die nächsten Autobahnanschlussstellen in östlicher Richtung sind Kodersdorf (Anschlussstelle 93; etwa 20 km entfernt) und Nieder Seifersdorf (92; 12 km), und in westlicher Richtung Weißenberg (91; 10 km). Durch die Gemeinde führt die Bahnstrecke Węgliniec–Roßlau mit einem Haltepunkt in Petershain.
Quitzdorf am See liegt zwischen dem Biosphärenreservat Oberlausitzer Heide- und Teichlandschaft im Norden und der Hohen Dubrau im Süden und ist von einer wald- und teichreichen Landschaft umgeben. Die Ortschaften Kollm und Sproitz liegen direkt an der Talsperre Quitzdorf, in der der Schwarze Schöps gestaut wird.

### Ortsgliederung
Die Ortsteile der Gemeinde sind:
- Horscha (sorbisch Hóršow), 99 Einwohner
- Kollm (Chołm), 274 Einwohner
- Petershain (Hóznica), 350 Einwohner
- Sproitz (Sprjojcy), 372 Einwohner
- Steinölsa (Kamjentna Wólšinka), 147 Einwohner.[2]

Horscha und Petershain zählen zum amtlichen Siedlungsgebiet der Sorben.

## Geschichte
Der Ortsteil Kollm wird als dorffe zu Kollme im Jahr 1346 erstmals urkundlich erwähnt. Der Name ist slawischen Ursprungs und dürfte Ort am Hügel bedeuten. Wenig später wurden Petershain (1390) und Sproitz (1399; als Sprewicz) erstmals urkundlich erwähnt. Erst über 100 Jahre später erfolgte die Ersterwähnung Steinölsas im Jahr 1528 (als Steinöllß).
Im Horschaer Steinbruch, in dem bis 1984 Quarzit abgebaut wurde, wurden 1956 Graptolithen aus dem Silur gefunden.
Die Gemeinde entstand am 1. März 1994, als sich die Gemeinden Kollm und Sproitz (mit dem Ortsteil Steinölsa) zur Gemeinde „Quitzdorf am See“ zusammenschlossen. Der Name wurde bewusst gewählt, um an das alte Quitzdorf zu erinnern. Am 1. Oktober 1995 kam es zum Zusammenschluss mit der Gemeinde Petershain, zu der der Ortsteil Horscha gehörte.

## Politik

### Gemeinderat

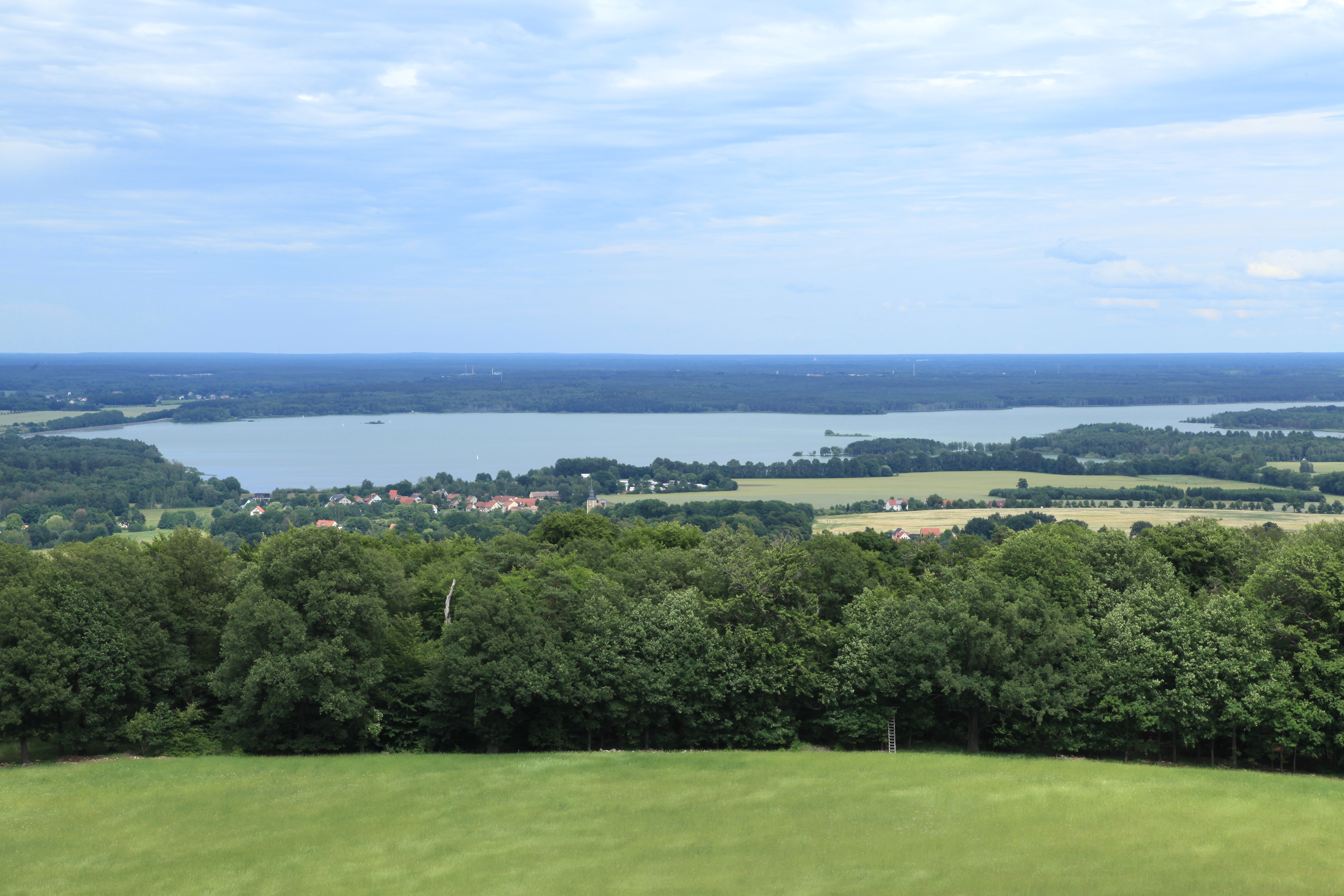
Quitzdorfer Stausee

Seit der Gemeinderatswahl am 9. Juni 2024 verteilen sich die 12 Sitze des Gemeinderates folgendermaßen auf die einzelnen Gruppierungen:
- Freie Wählervereinigung Quitzdorf am See (FWV): 5 Sitze
- Einzelvorschläge: 5 Sitze (je einzeln gewählt)
- CDU: 2 Sitze

2024 kam es zu einer wahlrechtlichen Besonderheit: Obwohl zwei Listen antraten, konnten, selbst wenn alle auf den Listen gewählt wären, weniger als zwei Drittel des 12-köpfigen Gemeinderates gewählt werden (nur sieben Bewerber). In diesem Fall haben die Wähler zusätzlich die Möglichkeit, Namen in eine Leerzeile zu schreiben, sodass der Gemeinderat so besetzt wird. Normalerweise wird diese Methode angewendet, wenn keine oder nur eine Liste zur Wahl steht. Das erklärt auch, warum fünf Einzelvorschläge im Vergleich zu 7,3 % der Stimmen im Gemeinderat überrepräsentiert sind.
| Gemeinderat ab 2024Insgesamt 12 Sitze - FWV: 5 - EV1: 1 - EV2: 1 - EV3: 1 - EV4: 1 - EV5: 1 - CDU: 2 Fünf verschiedene Einzelvorschläge wurden gewählt; Erklärung siehe Fließtext. | Liste                                    | 2024   | 2024   | 2019       | 2019       | 2014       | 2014       |
| Gemeinderat ab 2024Insgesamt 12 Sitze - FWV: 5 - EV1: 1 - EV2: 1 - EV3: 1 - EV4: 1 - EV5: 1 - CDU: 2 Fünf verschiedene Einzelvorschläge wurden gewählt; Erklärung siehe Fließtext. | Liste                                    | Sitze  | in %   | Sitze      | in %       | Sitze      | in %       |
| Gemeinderat ab 2024Insgesamt 12 Sitze - FWV: 5 - EV1: 1 - EV2: 1 - EV3: 1 - EV4: 1 - EV5: 1 - CDU: 2 Fünf verschiedene Einzelvorschläge wurden gewählt; Erklärung siehe Fließtext. | Freie Wählervereinigung Quitzdorf am See | 5      | 69,0   | 5          | 51,7       | 3          | 25,5       |
| Gemeinderat ab 2024Insgesamt 12 Sitze - FWV: 5 - EV1: 1 - EV2: 1 - EV3: 1 - EV4: 1 - EV5: 1 - CDU: 2 Fünf verschiedene Einzelvorschläge wurden gewählt; Erklärung siehe Fließtext. | CDU                                      | 2      | 23,6   | 4          | 37,5       | 5          | 46,4       |
| Gemeinderat ab 2024Insgesamt 12 Sitze - FWV: 5 - EV1: 1 - EV2: 1 - EV3: 1 - EV4: 1 - EV5: 1 - CDU: 2 Fünf verschiedene Einzelvorschläge wurden gewählt; Erklärung siehe Fließtext. | Einzelvorschläge                         | 5      | 7,3    | unzulässig | unzulässig | unzulässig | unzulässig |
| Gemeinderat ab 2024Insgesamt 12 Sitze - FWV: 5 - EV1: 1 - EV2: 1 - EV3: 1 - EV4: 1 - EV5: 1 - CDU: 2 Fünf verschiedene Einzelvorschläge wurden gewählt; Erklärung siehe Fließtext. | Linke                                    | –      | –      | 1          | 10,8       | 1          | 15,0       |
| Gemeinderat ab 2024Insgesamt 12 Sitze - FWV: 5 - EV1: 1 - EV2: 1 - EV3: 1 - EV4: 1 - EV5: 1 - CDU: 2 Fünf verschiedene Einzelvorschläge wurden gewählt; Erklärung siehe Fließtext. | WV ´09                                   | –      | –      | –          | –          | 1          | 13,1       |
| Gemeinderat ab 2024Insgesamt 12 Sitze - FWV: 5 - EV1: 1 - EV2: 1 - EV3: 1 - EV4: 1 - EV5: 1 - CDU: 2 Fünf verschiedene Einzelvorschläge wurden gewählt; Erklärung siehe Fließtext. | Wahlbeteiligung                          | 70,6 % | 70,6 % | 69,7 %     | 69,7 %     | 58,5 %     | 58,5 %     |

### Bürgermeister
Bürgermeister ist seit 2002 der von der CDU nominierte Günter Holtzschke.
| Wahl | Bürgermeister     | Vorschlag  | Wahlergebnis (in %) |
| ---- | ----------------- | ---------- | ------------------- |
| 2023 | Günter Holtzschke | Holtzschke | 84,9                |
| 2016 | Günter Holtzschke | CDU        | 98,0                |
| 2009 | Günter Holtzschke | CDU        | 91,3                |
| 2002 | Günter Holtzschke | CDU        | 98,4                |
| 1994 | Jens Fritzsche    | WV/HTV     | 69,4                |

## Sehenswürdigkeiten
In den Orten der Gemeinde gibt es verschiedene bauliche Sehenswürdigkeiten aus den vergangenen Jahrhunderten. Dazu gehören unter anderem die Kirchen aus dem 13. oder 14. Jahrhundert in Petershain und Kollm, die dazugehörigen Pfarrhäuser aus den Jahren 1662 (Kollm) und 1685 (Petershain), ein Sühnekreuz aus dem 15. Jahrhundert und eine Getreidemühle aus dem Jahr 1625 in Sproitz, eine alte Mühle in Horscha und eine alte Schlossmauer zu Steinölsa. Wesentlich älter sind bereits die steinzeitlichen Hünengräber zu Steinölsa.
In Sproitz gibt es zudem drei Denkmäler bzw. Gedenkstätten. Dies sind ein Sühnekreuz aus dem 15. Jahrhundert, ein Denkmal für den General Karl Freiherr von Wrangel aus der Zeit des Ersten Weltkrieges sowie ein Soldatenfriedhof aus dem Zweiten Weltkrieg.
In der Gemeinde gibt es mehrere herrschaftliche Anlagen. Zu ihnen gehört das Rittergut von 1578 in Petershain, das „Neue Schloss“ mit Parkanlage aus den Jahren 1909/11 in Kollm (das „Alte Schloss“ aus dem Jahr 1766 wurde zu DDR-Zeiten gesprengt), das 1903 bis 1905 im Jugendstil erbaute Schloss mit dazugehörigem Park in Petershain und der Horschaer Park mit seiner frühromantischen Parkanlage.
Landschaftliche Sehenswürdigkeiten in und um die Gemeinde sind neben dem Biosphärenreservat Oberlausitzer Heide- und Teichlandschaft und dem Stausee der Kieselschiefertagebau am Pansberg in Horscha, der Weinberg in Kollm und der Höhenzug Hohe Dubrau mit dem ältesten Gestein Deutschlands.
Die Kulturdenkmale der Gemeinde sind in der Liste der Kulturdenkmale in Quitzdorf am See erfasst.

### Naturschutz
- Siehe auch: Liste der Naturdenkmale in Quitzdorf am See

## Persönlichkeiten
- Kurt von Gersdorff (1858–1916), Verwaltungsbeamter und Landrat, geboren in Petershain
- Hans Abich (1918–2003), Filmproduzent und Rundfunkpublizist, Programmdirektor der ARD, geboren in Steinölsa